# Heinz Berggruen
Heinz Berggruen (6 gener 1914 – 23 febrer 2007) fou un comerciant d'art i col·leccionista alemany.

## Biografia
Berggruen va néixer a Berlín el 6 de gener de 1914. Els seus pares eren jueus assimilats: Ludwig Berggruen, un home de negocis que abans de la guerra va regentar un negoci de material d'oficina, i Antonie (Zadek). Va assistir al Goethe-Gymnasium de Wilmersdorf i es va graduar en literatura a la Friedrich-Wilhelms (ara Humboldt) Universität l'any 1932. L'any següent va continuar els seus estudis a les universitats de Grenoble i Tolousa. Va publicar articles al Frankfurter Zeitung, el predecessor de l'actual Frankfurter Allgemeine Zeitung, i va aconseguir evitar les restriccions a col·laboradors jueus tot signant els seus textos amb les seves inicials i fent que un amic seu els entregués al diari. Malgrat tot, Berggruen va fugir d'Alemanya el 1936.
Va emigrar als Estats Units l'any 1936 i va estudiar literatura alemanya estudiada a la Universitat de Califòrnia a Berkeley. Després de treballar com a crític d'art pel San Francisco Chonicle, l'any 1939 fou nomenat ajudant de direcció al Museu de San Francisco d'Art Modern. Allà, va ajudar a preparar una exposició sobre el pintor mexicà Diego Rivera, i va ser llavors quan va conèixer Frida Kahlo, amb qui va tenir una aventura amorosa i va fugir amb ella a Nova York, l'any 1940, on hi residiren durant un curt període, fins que Kahlo va tornar amb Rivera i Berggruen amb la seva esposa.
Aquell mateix any, Berggruen va comprar la seva primera obra d'art, una aquarel·la de Paul Klee que va comprar a un refugiat jueu necessitat de diners per 100 dòlars americans.
Després de la Segona Guerra Mundial Berggruen va tornar a Europa com un membre de l'exèrcit dels Estats Units, i va treballar breument pel diari Heute, patrocinat pels Estats Units. Posteriorment es va traslladar a París, on va treballar a la divisió de belles arts de la UNESCO, llavors dirigida pel seu antic cap del museu de San Francisco, Grace Morley. Al cap d'un temps, Berggruen va obrir una petita llibreria petita a l'Île Sant-Louis, especialitzant-se en llibres il·lustrats i litografies. En aquesta època feu amistat amb Pablo Picasso i aviat esdevingué un comerciant important d'obra gràfica i de Picasso i de pintures de segona mà de l'artista malagueny.
La seva col·lecció d'art -valorada en 450 milions de dòlars l'any 2001- és molt coneguda, en tant que conté 165 obres de grans mestres del segle xx, com Braque, Matisse, Klee, i Giacometti, amb més de 85 obres de Picasso.
Berggruen va tancar la seva galeria de París l'any 1980 per tal de dedicar-se exclusivament al col·leccionisme. L'any 1988, va donar 90 obres de Paul Klee al MoMA de Nova York, malgrat que ell mateix tenia por que la seva col·lecció passaria desapercebuda entre les vastes col·leccions del propi museu. L'any 1990 va dipositar bona part de la seva col·lecció a la Galeria Nacional de Londres. L'any 1995, el govern alemany li va deixar un apartament a Berlín i li va dedicar un museu a l'edifici Stüler, just davant del Charlottenburg. La col·lecció, que llavors comptava 113 peces, va obrir al públic el setembre de 1996, tot omplint un buit molt significatiu en el patrimoni artístic berlinès en tant que durant la Segona Guerra Mundial molts dels artistes col·leccionats per Berggruen havien estat considerats exemples d'art degenerat.Finalment, l'any 2000, Berggruen va fer donació de la seva col·lecció "a la comunitat", un fet que propicià el reconeixement de Berggruen com a ciutadà honorífic de Berlín i la concessió de la creu federal del mèrit d'Alemanya (gran creu de segona classe, Bundesverdienstkreuz, Großes Verdienstkreuz mit Stern und Schulterband).

## Mort
Berggruen va morir a l'Hospital americà de Paris, a Neuilly-sur-Seine, el 23 de febrer de 2007. Seguint la seva voluntat, fou enterrat al cementiri-bosc de Waldfriedhof Dahlem, a Berlín.

## Vida personal
Berggruen es va casar dues vegades i té quatre fills, tots ells dedicats al món de l'art:
- Fills de Berggruen i Lillian Zellerbach (matrimoni entre 1939 i 1945):
  - John Berggruen, propietari de la John Berggruen Gallery de San Francisco;
  - Helen Berggruen, una artista resident a San Francisco.
- Fills de Berggruen i Bettina Moissi (matrimoni entre 1960-2007):
  - Olivier Berggruen, historiador de l'art i conservador;
  - Nicolas Berggruen, financer i col·leccionista d'art.